# ريتشارد أرفين أوفرتون
ريتشارد أرفين أوفيرتون (11 مايو 1906 - 27 ديسمبر 2018) كان معمرًا أمريكيًا يبلغ من العمر 112 عامًا و230 يومًا، وهو أكبر رجل أمريكي على قيد الحياة في الحرب العالمية الثانية وأكبر رجل في الولايات المتحدة. خدم في جيش الولايات المتحدة . في عام 2013، تم تكريمه من قبل الرئيس باراك أوباما. عاش في أوستن، تكساس، من عام 1945 حتى وفاته في عام 2018.

## الحياة المبكرة والتعليم
وُلِد أوفيرتون في مقاطعة باستروب، تكساس، لوالديه جينتري أوفيرتون الأب وإليزابيث فرانكلين أوفيرتون ووترز. كان جد أوفيرتون الأكبر هو القاضي الأمريكي والمستشار الرئاسي جون أوفيرتون. ومن خلال هذا الجد كان ابن عم ناشط الحقوق المدنية فولما روبرت أوفيرتون وويليام ر. ديكينسون.

## المسيرة العسكرية والمدنية
انضم أوفيرتون إلى جيش الولايات المتحدة في الثالث من سبتمبر عام 1940، في فورت سام هيوستن بولاية تكساس. خدم في جنوب المحيط الهادئ من عام 1940 حتى عام 1945، وشملت خدمته محطات متعددة مثل هاواي، وغوام، وبالاو، وإيو جيما. أنهى خدمته العسكرية في أكتوبر عام 1945 برتبة فني من الدرجة الخامسة.
بعد مغادرته الجيش، عمل أوفيرتون في متاجر الأثاث المحلية، ثم انتقل للعمل في وزارة الخزانة في تكساس، التي أصبحت الآن جزءًا من مكتب مراقب الحسابات العامة في تكساس، وكان ذلك في مدينة أوستن. تزوج أوفيرتون مرتين، ولكنه لم يُرزق بأطفال.. 

## السنوات اللاحقة
اكتسب أوفيرتون اهتمامًا إعلاميًا خلال عطلة نهاية الأسبوع التذكارية لعام 2013 عندما أخبر قناة فوكس نيوز أنه سيقضي يوم الذكرى "في تدخين السيجار وشرب القهوة المخلوطة بالويسكي". كان من المعروف عن أوفيرتون أنه يدخن حوالي اثني عشر سيجارًا يوميًا. وفي يوم الذكرى نفسه، التقى أوفيرتون مع ريك بيري حاكم ولاية تكساس. كما تمت دعوة أوفيرتون إلى البيت الأبيض حيث التقى بالرئيس باراك أوباما، وحضور حفل يوم المحاربين القدامى في مقبرة أرلينجتون الوطنية، حيث تم اختياره بالاسم للثناء من قبل الرئيس. خلال مباراة الدوري الاميركي للمحترفين بين سان أنطونيو سبيرز وممفيس جريزليس في 24 مارس 2017، تم تكريم أوفيرتون خلال استراحة الشوط الأول.
كان أوفيرتون موضوع فيلم وثائقي عام 2016، السيد أوفيرتون ، حيث تم إجراء مقابلة معه حول روتينه اليومي، وأفكاره حول طول عمره، وخدمته العسكرية. في 3 مايو 2016، أصبح أكبر المحاربين القدامى الأميركيين سنًا على قيد الحياة بعد وفاة فرانك ليفينغستون .
في 11 مايو 2016، أصبح أوفيرتون معمرًا فائقًا. بعد وفاة كلارنس ماثيوز (المولود في 1 مايو 1906) في 22 يوليو 2017، أصبح أوفيرتون أكبر رجل أمريكي على قيد الحياة. تم نقل أوفيرتون إلى المستشفى بسبب الإلتهاب الرئوي في ديسمبر 2018. تم وضعه في مركز إعادة تأهيل، حيث توفي في 27 ديسمبر 2018، عن عمر يناهز 112 عامًا و230 يومًا. 

## الجوائز العسكرية
| شارة        | شارة جندي مشاة قتالي     | شارة جندي مشاة قتالي     | شارة جندي مشاة قتالي                | شارة جندي مشاة قتالي                | شارة جندي مشاة قتالي                    | شارة جندي مشاة قتالي                    | شارة جندي مشاة قتالي               | شارة جندي مشاة قتالي               | شارة جندي مشاة قتالي               | شارة جندي مشاة قتالي | شارة جندي مشاة قتالي | شارة جندي مشاة قتالي |
| الصف الأول  | ميدالية النجمة البرونزية | ميدالية النجمة البرونزية | ميدالية النجمة البرونزية            | ميدالية حسن السلوك العسكري          | ميدالية حسن السلوك العسكري              | ميدالية حسن السلوك العسكري              | ميدالية الخدمة الدفاعية الأمريكية ‏ | ميدالية الخدمة الدفاعية الأمريكية ‏ | ميدالية الخدمة الدفاعية الأمريكية ‏ |                      |                      |                      |
| الصف الثاني | ميدالية الحملة الأمريكية | ميدالية الحملة الأمريكية | ميدالية الحملة الآسيوية الباسيفيكية | ميدالية الحملة الآسيوية الباسيفيكية | ميدالية النصر في الحرب العالمية الثانية | ميدالية النصر في الحرب العالمية الثانية |                                    |                                    |                                    |                      |                      |                      |

## الحياة الشخصية
عاش أو فيرتون في مدينة أوستن بولاية تكساس. في الحادي عشر من ديسمبر عام 2014، منحت كلية أوستن المجتمعية أوفيرتون درجة الزمالة الفخرية، وهي أعلى وسام تمنحه الكلية. كان أوفيرتون عضوًا في كنيسة المسيح، وكان يحرص على حضور خدمات الكنيسة بانتظام.
في الأول من يوليو عام 2018، تم الإبلاغ عن تعرض أوفيرتون لسرقة هويته. حيث قام مشتبه به، مجهول الهوية، بفتح حساب مصرفي مزيف باستخدام رقم الضمان الاجتماعي الخاص بأوفيرتون. تمكّن هذا الشخص من الوصول إلى حسابه الجاري الشخصي، واستخدم الأموال في شراء سندات الادخار. بالإضافة إلى ذلك، كان لدى أوفيرتون حساب في منصة "GoFundMe" لجمع التبرعات، والذي جمع أكثر من 420 ألف دولار أمريكي لتغطية نفقات رعايته المنزلية. وفي الخامس من يوليو عام 2018، أعلنت عائلة أوفيرتون أن بنك "أوف أميركا" أعاد الأموال إلى حسابه.
تكريمًا له بعد وفاته، أُطلق اسم أوفيرتون على جزء من شارع المطار في مدينة أوستن.